# 牛刀

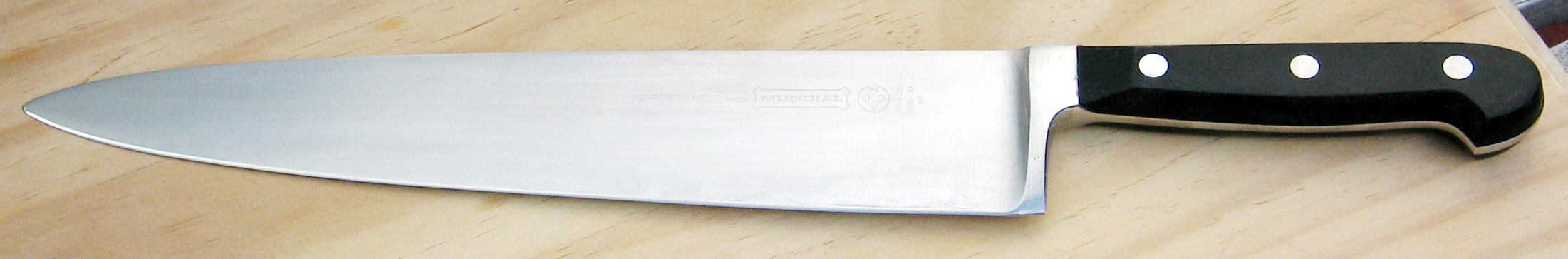
牛刀

牛刀（ぎゅうとう）は世界中で広く使われている西洋包丁。万能包丁とも呼ばれる。
もともと塊の肉を小さく切るのに都合よく設計されている。三徳包丁に比べると刃が長く幅が狭く、筋などの切りにくいものを切るのにも優れている。
ヨーロッパではこの形状をしたものは36センチメートルのものまであるが、家庭で一般的なのは15センチメートルから20センチメートル程度のものである。本職用としては20センチメートルから30センチ程度のものが一般的であるが、40センチ近い大包丁も存在する。
ドイツ型とフランス型があり、ドイツ型は独特な鍔が付き、より細く薄く軽くできており、フランス型はより厚くふくらみがある。これらは使い方によって選び分けられる。
牛刀という名ではあるが、西洋諸国では肉類以外のものを含めほとんどの材料をこの包丁を使って切り、万能包丁として使用される。野菜を細かくするためにも使われる。
近年では日本の三徳包丁が西洋で牛刀のように使われている。日本でも牛刀は三徳包丁同様に使われており、両者に特別な差は少なくなっている。
日本では基本的にこの包丁を小さくしたものがペティナイフとして知られているが、西洋では大きさによって用途を分けるだけであり、本来そのような分別は存在しない。

## 関連熟語
- 鶏を割くに焉んぞ牛刀を用いん